# Presidente Juscelino (Maranhão)
Presidente Juscelino is een gemeente in de Braziliaanse deelstaat Maranhão. De gemeente telt 12.382 inwoners (schatting 2009).